# 日本児童ペンクラブ
日本児童ペンクラブ（にほんじどうペンクラブ）は、児童文学者・教育者・画家・詩人など、広範囲の社会人・職能者から成る会員・会友により組織されている団体。

## 概要
「平和世界の確立は、児童文化の振興によるとの原則に立ち活動する」（＝会規約より）民間団体であり、単なる名誉団体や親睦団体ではなく、会発足の理念に基づき、児童文化の発展に関わる活動を実践してきた。会員には活動実費と執筆料を支払い、また会員外の優れた寄稿者や新人にも作品発表の場を提供し、児童文化と児童文学の基礎を支えてきた。

## 沿革
1966年9月初秋から、大宅壮一、川端康成を顧問とする役員共々5年間の準備期間を経て、1971年9月23日に、学士会館で発会式が行われた。文化人・作家・画家・編集者・詩人・俳優・報道関係者・写真家・漫画家など140人あまりが、会員、会友として名を連ねた。
規約の定めるところの出版活動、講演会、チャリティーバザー、文学賞（作文コンクール）等を、日本PTA全国協議会、自然保護団体、各教育委員会、新聞社、企業などと協力し、実践してきた。
『創作少年少女文学』（第1巻～第8巻）、『この子らとともに福祉を考える』（第1集～第3集）、『ばけものたんけん＜びっくり物語1＞』、『ふしぎたんけん＜びっくり物語2＞』、『こわいものたんけん＜びっくり物語3＞』、『ゆうれいたんけん＜びっくり物語4＞』、『にんじゃたんけん＜びっくり物語5＞』、『わんぱく大作戦＜びっくり物語7＞』、『白鳥と自然―白鳥少年文学賞作品集』（朝日学生新聞社と連名で発行）、『プリズムのいろは七色』などを刊行。

「白鳥少年文学賞」、「愛鳥作品コンクール」、「海とさかな」自由研究作品コンクールなどを、朝日学生新聞社などと主催（共催）した。また、「ラブリバーこどもたまがわ文学賞」（1983年～1987年）を、「たまがわこども文化の会」、「ラブリバー多摩川を愛する会」と共に主催した。アメリカ最大の環境団体：KAB（Keep America Beautiful）からも協力を得、同文学賞には「国際賞」も加えられた。

冊子『児童PEN』、『こどもたまがわ』を経て、『こどもおだきゅう沿線』（2010年11月発行の100号をもって終刊）を発行した。
2011年以降は、『児童ペン』の名で発行中。冊子や出版物は、児童文学者、小学校、図書館などに無料配布されている。

東京都と神奈川県の小学生を対象とした詩と作文のコンクール「こどもおだきゅう沿線文学賞」は、2011年度(第25回)で終了した。
2015年。『児童ペン賞』を創設。第一回「児童ペン大賞」は　漆原智良『ぼくと戦争の物語』、「児童ペン童話賞」は西尾ふみ子『透明人間になるぞ！』、「児童ペン絵本賞」はのはら
あい『きせきの一本松』が受賞し、12月4日に中野サンプラザにて表彰式が行われた。
なお、2016年からは未刊行の新人を対象とした「児童ペン新人賞」のほか、「児童ペン詩集賞」、「児童ペン少年小説賞」、「児童ペン童話集企画賞（第4回 2018年より児童ペン企画賞に改称）』が新たに加わる。
また、第5回2019年からは『児童ペンノンフィクション賞』も加わった。

## 歴代会長
- 二反長半（にたんおさ・なかば）

初代会長で本名は、二反長半二郎（にたんおさ・はんじろう）。
川端康成から、＜あなたは児童文学の方が向いている＞という趣旨の推薦を受けたと伝わる。それは、二反長半の出自や情熱を理解しての卓見であったかも知れない。著書には、『桜の国の少年』『大地に立つ子』『自転車と犬』などがある。
子息とともに戦中戦後の父親の仕事と責任を告発する形の記録となる父の伝記、『戦争と日本阿片史 - 阿片王二反長音蔵の生涯』（すばる書房、1977年）を執筆する。しかし、本人は生前にその出版を見ることはなかった。
「二反長半」を普通に読めば、「にたんちょうはん」である。事実、会員からも親しみを込めて、そう呼ばれていた。
- 角山勝義（第2代）
- 石井作平（第3代）
- 三宅恵子（第4代）
- 石井昭二（第5代）
- 鈴木茂夫（第6代）

## 顧問
- 久米井　束（初代）
- 漆原智良（第2代）

## 会員関係者記録
池田仙三郎（本名：池田三郎）

1924年9月15日生まれ、2005年3月（８０歳）以降の消息を調査中。

画家・版画家（表紙絵・挿絵・紙芝居画家）

紙芝居『どっちがたかい』（池田仙三郎・絵）により、高橋五山賞の画家賞を受賞（第11回・1972年）

『少年少女世界文学全集』（講談社）

『アイヌ童話集』（講談社）

『今昔物語』（小峰書店）

『岡本かの子 多摩川の流れを命として』（多摩川新聞社）

『世界の名作童話 世界童話名作選』（偕成社）

『紙芝居 はちかつぎ』（童心社）

『紙芝居 セロひきのゴーシュ』（童心社）

『紙芝居 天下一品』（教育画劇）

『せたがや郷土 かるた』（こどもたまがわ文化の会）

などを始めとするブックデザイン・表紙絵・挿絵・紙芝居など多数の仕事を残す。
石井作平(1930-1987)

東京都世田谷区砧に生まれ、亡くなるまで在住。

たまがわこども文化の会代表、日本児童ペンクラブ会長を務めた。

1973年に現代少年文学賞を受賞。

『きぬた村のむかし話』（文潮堂）

『新・きぬた村のむかし話』(象山社)

『多摩川のむかし話』(有峰書店)

紙芝居「ごへいとてっぽう」（教育画劇・画は池田仙三郎）

研究書『橋梁による多摩川の地域文化の変貌と環境破壊の調査研究』（1981年）は、平野順治「多摩川における渡しから橋への史的変遷」と、石井作平「戦後の多摩川の橋梁増加による自然破壊と文化の変貌」を中心にして、豊富な資料も掲載している。また、イラストは池田仙三郎、写真は石原裕之などによる。

手塚治虫(1928-1989)

『手塚治虫エッセイ集⑥』に、＜『児童ペン』1980年1月号＞に寄稿のエッセイを収録。ただし、冊子名の表記は『児童ＰＥＮ』が正しい。『児童ＰＥＮ』への感想あるいは手厳しい書評を寄せているのだが、児童文学にもマンガ・アニメにも必要な新しい表現法、科学性、未来志向などを、熱く語っている。当時すでに脚光をあび、多忙だったはずの氏が、原稿料のない『児童ＰＥＮ』に本気で応えているところが注目される。当時の会員からは不評であったが、漫画で先をいく人には理想と成功と、児童文学への多少のうしろめたさがあったのかも知れない。